# 琴禮巨樹
琴禮 巨樹（ことゆたか なおき、1981年6月17日 - ）は、福岡県築上郡築上町出身で佐渡ヶ嶽部屋所属の元大相撲力士。身長184cm、体重147kg、血液型はB型。本名は椎葉 巨樹（しいば なおき）。得意手は左四つ、寄り。最高位は、西十両5枚目（2012年11月場所）。

## 人物
父親は自衛官で、沖縄県那覇市の自衛隊那覇病院で産まれる。椎田中学校時代は柔道部に所属し、3年生の時には福岡県大会で準優勝した。その前年に大分県別府市で行われた冬巡業を見に行った際に当時の佐渡ヶ嶽親方（元横綱・琴櫻）の目に留まり「3年で幕内に上がれる」とスカウトされた。中学卒業後に佐渡ヶ嶽部屋へ入門し、1997年3月場所に「琴椎葉」の四股名で初土俵を踏んだ。
初土俵から丸5年を要して2002年1月場所に幕下へ昇進したが、その頃の琴禮は「3年で幕内に上がれる」という当初の期待に応えられず頭を抱えたという。それでも当の佐渡ヶ嶽から「あれはあくまで口説き文句。余計なこと考えないで頑張りなさい」と説得され、以降奮起を図った。それから数年間は幕下と三段目との往復が続いた。5回目の幕下昇進を果たした2005年5月場所に、四股名を「琴椎葉」から「琴禮」へと改名した。2006年3月場所では東幕下42枚目の位置で7戦全勝の成績を挙げて、初の幕下優勝を果たした。
その後は幕下上位に定着するものの、長らく十両への昇進は果たせずにいた。しかし、2009年3月場所に西幕下3枚目の位置で4勝3敗と勝ち越し、翌5月場所でも東幕下2枚目の位置で4勝3敗と勝ち越しを決め、翌7月場所において新十両へ昇進した。
新十両となった2009年7月場所では7勝8敗と負け越し、翌9月場所では幕下へ陥落したものの、翌9月場所では4勝3敗と勝ち越しを決め、翌11月場所において十両へ復帰した。その11月場所では4勝11敗と大敗し、翌2010年1月場所では再び幕下へ陥落した。
その後も幕下上位には在位するもののなかなか十両への復帰は果たせず腰の状態の悪さから2012年1月場所前には引退を考えていたが兄弟子の琴国の存在が心の支えとなって続投を決意した。2012年5月場所に東幕下6枚目の位置で6勝1敗の好成績を挙げ、翌7月場所でも東幕下筆頭の位置で5勝2敗と勝ち越しを決め、翌9月場所に3年ぶりに十両へ復帰した。
再十両となった2012年9月場所では9勝6敗の成績を挙げて、関取としては自身初となる勝ち越しを果たした。翌11月場所では自己最高位となる西十両5枚目の位置まで番付を上げたが、8日目に旭秀鵬と対戦して敗れた際に左足甲を痛めてしまい、翌9日目からは休場した。本人は14日目から再出場したが、対戦相手の政風が同日から休場したためにその日は不戦勝となり、最終的にはこの場所を4勝7敗4休の成績で終えた。2013年1月場所では怪我の影響もあり、6日目から10連敗を喫して2勝13敗と大敗し、翌3月場所において幕下へ陥落した。
東幕下19枚目の位置で全休していた2013年5月場所14日目に現役引退を発表した。同年8月31日に両国国技館で断髪式を行い、横綱白鵬ら約220人がはさみを入れた。。

## 主な成績

### 通算成績
- 通算成績：361勝340敗11休 勝率.515
- 十両成績：26勝45敗4休 勝率.366
- 現役在位：97場所
- 十両在位：5場所
- 各段優勝 
  - 幕下優勝：1回（2006年3月場所）

### 場所別成績
| | 一月場所 初場所（東京） | 三月場所 春場所（大阪） | 五月場所 夏場所（東京） | 七月場所 名古屋場所（愛知） | 九月場所 秋場所（東京） | 十一月場所 九州場所（福岡） |
| --- | ----------------------- | ----------------------- | ----------------------- | --------------------------- | ----------------------- | --------------------------- |
| 1997年 （平成9年） | x                       | （前相撲）              | 東序ノ口42枚目 5–2      | 東序二段177枚目 3–4         | 西序ノ口7枚目 5–2       | 西序二段134枚目 3–4         |
| 1998年 （平成10年） | 東序二段148枚目 4–3     | 東序二段113枚目 2–5     | 西序二段138枚目 3–4     | 西序二段158枚目 6–1         | 東序二段76枚目 5–2      | 西序二段33枚目 3–4          |
| 1999年 （平成11年） | 東序二段57枚目 4–3      | 西序二段34枚目 2–5      | 西序二段64枚目 3–4      | 東序二段83枚目 6–1          | 西序二段11枚目 2–5      | 東序二段35枚目 5–2          |
| 2000年 （平成12年） | 西三段目98枚目 3–4      | 西序二段18枚目 4–3      | 東序二段98枚目 4–3      | 東三段目79枚目 4–3          | 西三段目62枚目 4–3      | 東三段目46枚目 2–5          |
| 2001年 （平成13年） | 東三段目70枚目 5–2      | 西三段目34枚目 2–5      | 西三段目55枚目 5–2      | 東三段目27枚目 3–4          | 西三段目42枚目 5–2      | 西三段目20枚目 5–2          |
| 2002年 （平成14年） | 西幕下56枚目 1–6        | 東三段目25枚目 5–2      | 西幕下59枚目 4–3        | 西幕下50枚目 3–4            | 西三段目4枚目 3–4       | 西三段目16枚目 4–3          |
| 2003年 （平成15年） | 東三段目6枚目 3–4       | 西三段目22枚目 2–5      | 西三段目46枚目 4–3      | 東三段目34枚目 4–3          | 西三段目18枚目 3–4      | 西三段目31枚目 6–1          |
| 2004年 （平成16年） | 西幕下42枚目 3–4        | 東幕下53枚目 2–5        | 西三段目12枚目 5–2      | 東幕下50枚目 5–2            | 西幕下34枚目 2–5        | 東幕下50枚目 3–4            |
| 2005年 （平成17年） | 東三段目2枚目 3–4       | 東三段目17枚目 5–2      | 西幕下55枚目 4–3        | 西幕下47枚目 2–5            | 西三段目10枚目 4–3      | 西幕下59枚目 6–1            |
| 2006年 （平成18年） | 東幕下27枚目 2–5        | 幕下42枚目 優勝 7–0     | 東幕下4枚目 2–5         | 西幕下13枚目 4–3            | 東幕下10枚目 4–3        | 東幕下7枚目 3–4             |
| 2007年 （平成19年） | 東幕下14枚目 1–6        | 西幕下40枚目 3–4        | 西幕下52枚目 3–4        | 東三段目3枚目 5–2           | 東幕下44枚目 6–1        | 東幕下18枚目 5–2            |
| 2008年 （平成20年） | 東幕下12枚目 4–3        | 東幕下8枚目 5–2         | 東幕下3枚目 2–5         | 東幕下13枚目 5–2            | 東幕下8枚目 5–2         | 西幕下2枚目 3–4             |
| 2009年 （平成21年） | 東幕下6枚目 4–3         | 西幕下3枚目 4–3         | 東幕下2枚目 4–3         | 西十両14枚目 7–8            | 東幕下筆頭 4–3          | 西十両14枚目 4–11           |
| 2010年 （平成22年） | 東幕下8枚目 4–3         | 西幕下6枚目 4–3         | 東幕下4枚目 2–5         | 西幕下12枚目 4–3            | 東幕下7枚目 4–3         | 東幕下5枚目 2–5             |
| 2011年 （平成23年） | 西幕下12枚目 2–5        | 八百長問題 により中止   | 西幕下24枚目 6–1        | 西幕下3枚目 2–5             | 東幕下6枚目 1–6         | 西幕下23枚目 3–4            |
| 2012年 （平成24年） | 西幕下30枚目 6–1        | 西幕下11枚目 4–3        | 西幕下6枚目 6–1         | 東幕下筆頭 5–2              | 西十両10枚目 9–6        | 西十両5枚目 4–7–4           |
| 2013年 （平成25年） | 西十両12枚目 2–13       | 西幕下8枚目 2–5         | 東幕下19枚目 引退 0–0–7 | x                           | x                       | x                           |
| 各欄の数字は、「勝ち-負け-休場」を示す。 優勝 引退 休場 十両 幕下 三賞：敢=敢闘賞、殊=殊勲賞、技=技能賞 その他：★=金星 番付階級：幕内 - 十両 - 幕下 - 三段目 - 序二段 - 序ノ口 幕内序列：横綱 - 大関 - 関脇 - 小結 - 前頭（「#数字」は各位内の序列） |                         |                         |                         |                             |                         |                             |

## 改名歴
- 琴椎葉 巨樹（ことしいば なおき）1997年3月場所 - 2005年3月場所
- 琴禮 巨樹（ことゆたか -）2005年5月場所 - 2013年5月場所

## 参照
1. 1 2  雑誌『大相撲中継』 2009年名古屋場所展望号「新十両力士の素顔」
2. ↑  『相撲』2012年8月号91頁に「もともと腰に持病を持ち、四股が10回連続で踏めない」という記述がある。
3. ↑  この9日目には本人を含めて幕内・碧山など4人の関取が同時に休場し、4人の関取が同日から休場したのは1場所15日制が定着した1949年5月場所以降では初めてのこととなった。
4. ↑  休場した力士が再出場した日に不戦勝を記録したのは、2003年5月場所における栃栄以来のこととなった。
5. ↑  「元十両琴禮の断髪式に白鵬ら170人はさみ」『日刊スポーツ』2013年8月31日。2013年8月31日閲覧。